# Ettore Bugatti
Pour les articles homonymes, voir Bugatti (homonymie).
Ettore Bugatti (pour l’état civil Ettore Arco Isidoro Bugatti), né le 15 septembre 1881 à Milan, Italie, et mort le 21 août 1947 à Neuilly-sur-Seine, France, est un industriel et inventeur italien naturalisé français peu avant son décès. C'est un des fondateurs de l'industrie automobile de luxe et de compétition avec les automobiles Bugatti en Alsace. Il est le père du Franco-Italien Jean Bugatti, le fils du créateur italien Carlo Bugatti et le frère du sculpteur animalier italien Rembrandt Bugatti. Il est considéré comme un des pionniers de l’automobile.

## Biographie
La région alsacienne séduisit Ettore Bugatti qui fit de Molsheim le fief historique de son usine de construction automobile où il conçut et assembla plus de 7 500 automobiles. La renommée de ses automobiles au palmarès sportif est mondialement reconnue.
Passionné par tout ce qui se rapproche des chevaux, Ettore adopte la calandre en « fer à cheval » qui sera un des signes distinctifs de sa marque et s'intéresse rapidement à la compétition. La recherche esthétique est présente à tous les niveaux de la fabrication et Bugatti crée même son propre outillage. Il souhaitait que ses moteurs de voitures, bien que cachés sous un capot, soient beaux. La Type 13, ou Brescia, au volant de laquelle il remportera plus de quarante victoires en quatre ans, fut la première Bugatti à remporter des succès en compétition. Brescia étant le nom d'un circuit italien sur lequel en 1921, la Type 13 remporta un beau quadruplé au Grand prix d'Italie des Voiturettes.
Le « Patron », comme tout le monde l’appellera à l'usine, passera pour un chef fier, au caractère autoritaire, difficile et sensible. Mais son inventivité n’aurait pu rencontrer tant de succès s’il n’avait su s’entourer de collaborateurs talentueux pour la réalisation de ses projets.
Ettore Bugatti était ami avec l'aviateur Roland Garros.

## Premières années
Ettore Bugatti naît le 15 septembre 1881 au Castello Sforzo à Milan en Italie dans une famille reconnue d'artistes italiens. Il est le fils de l'ébéniste designer artiste italien Carlo Bugatti et de Teresa Lorioli. Il a une sœur aînée Deanice Bugatti et un frère cadet, le célèbre sculpteur animalier italien Rembrandt Bugatti né en 1884. Il est également le neveu du peintre italien Giovanni Segantini et son grand-père paternel Giovanni Luigi Bugatti est un sculpteur et architecte italien très renommé en Europe et dans le monde.
Sa famille s'établit rapidement à Milan où il passe toute son enfance. Après des études classiques, il fréquente la célèbre Académie des Beaux-Arts Brera de Milan où il étudie la sculpture avec son frère Rembrandt Bugatti.

## Inventeur en mécanique de génie

### Premières inventions
En 1895, alors qu'il est âgé de 14 ans, on lui offre un tricycle à moteur qu'il modifie. Il se découvre une passion pour la mécanique.

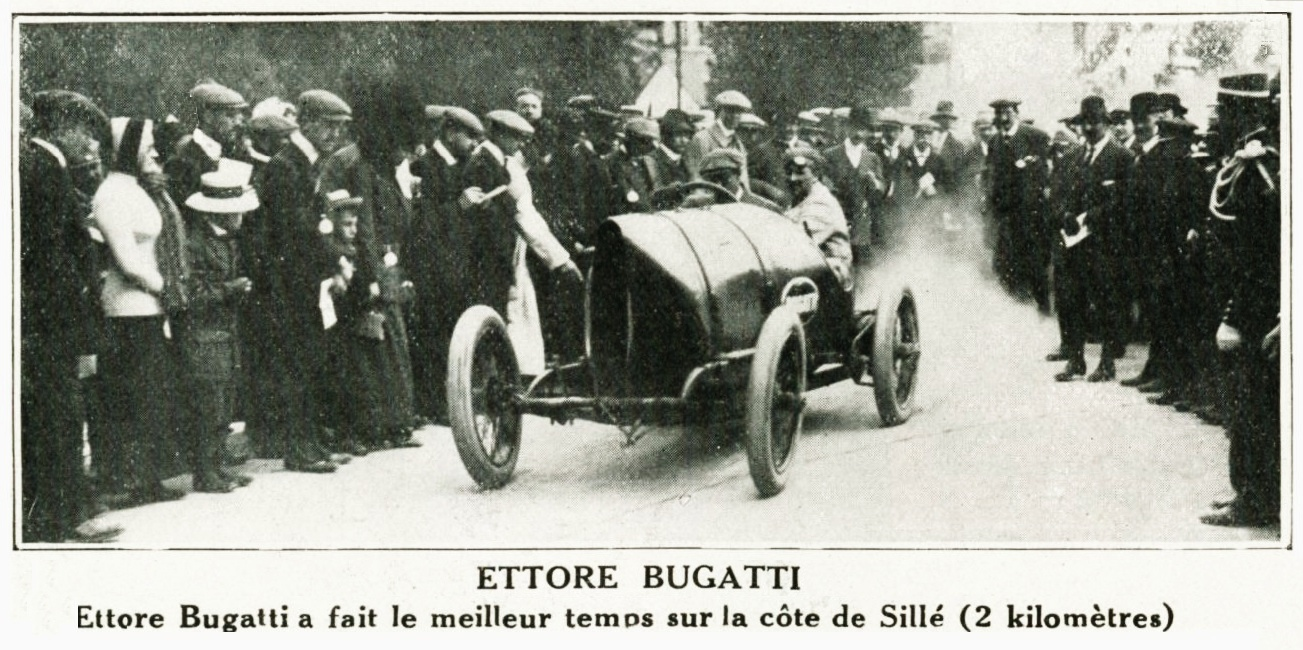
Victoire personnelle – et tardive – d'Ettore Bugatti à la côte de Sillé, en mai 1912 (catégorie des voitures de course).

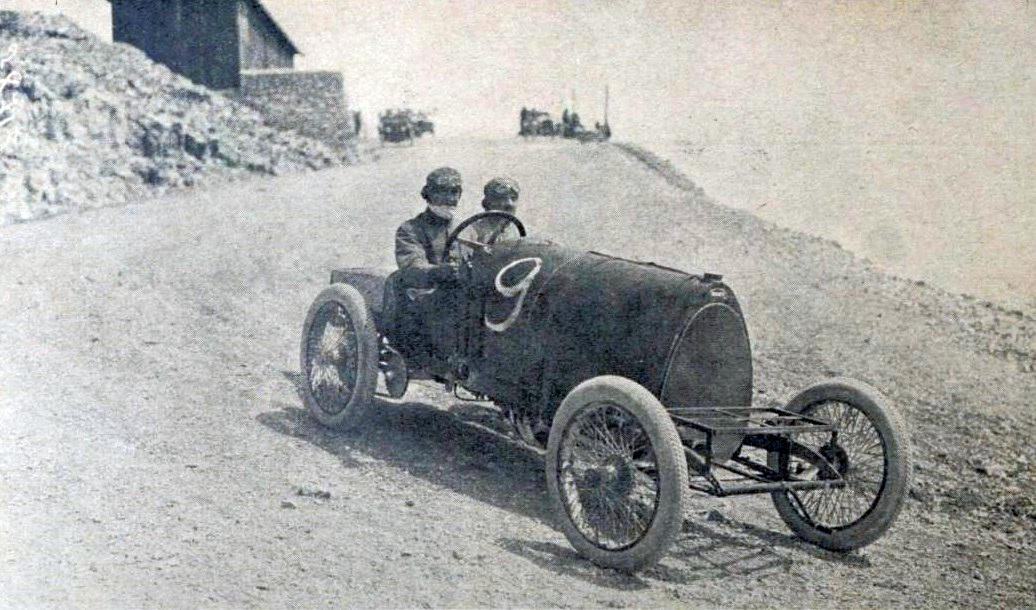
Mont Ventoux 1912, Bugatti sur une Bugatti… à chaînes.

En 1898, âgé de 17 ans, il entre en apprentissage dans la fabrique de bicyclette milanaise Prinetti & Stucchi (en). Il y fabriquera au cours des deux années suivantes son premier tricycle motorisé, équipé de deux moteurs De-Dion et destiné à la compétition. En 1899, il monte son premier véhicule à quatre roues : la Type 1 (nom qu'on lui donna plus tard) est propulsée par quatre moteurs implantés de part et d’autre de l’essieu arrière. Il participe ensuite, âgé de 18 ans, à des courses d'automobiles et de motos/tricycles en Italie et développe ainsi son goût pour la vitesse. Sa première course a lieu en juillet 1898, à Turin Torino-Asti-Alessandria-Torino. Il pilote lui-même son bolide Prinetti-Stucchi: après une cinquième place absolue en mars à Vérone « Verona-Brescia-Mantova-Verona », il remporte fin avril 1899 à Turin la Torino-Pinerolo-Avigliana-Torino en catégorie tricycles (et meilleur temps en course), obtient encore le meilleur chronométrage en course avec l'engin huit jours plus tard à Reggio d'Émilie (devançant cette fois le Français Paul Chauchard sur quatre roues), puis à Padoue Padova-Vincenza-Thiene-Bassano (del Grappa)-Treviso-Padova il est le vainqueur absolu cette-fois sur un quadricycle, au mois de juin. Il participe enfin à Brescia-Cremona-Mantova-Verona-Brescia en septembre. L'année suivante, il est le premier de la catégorie tricycle à Bologna-Corticella-Poggio Renatico-Malalbergo-Bologna, et il obtient le troisième temps absolu à Padova-Treviso-Padova. Au total, il effectue plus d'une demi-dizaine de compétitions avec Prinetti-Stucchi entre 1898 et 1900, et il termine même deuxième de la course Paris-Bordeaux en 1899 sur la Type 1 (sa première création en fait, à la vitesse moyenne de 80 km/h).
En 1900, il fabrique sa première automobile avec l’appui financier du comte Gulinelli, une Bugatti Type 2 équipée d'un moteur à 4-cylindres verticaux refroidi par eau, de 3 000 cm3 pour 60 km/h, d'une distribution à soupape en tête avec une boite à quatre rapports et une marche arrière. Financée par les frères Gulinelli, elle est si remarquable qu’elle lui vaudra le grand prix du Salon international de l'automobile de Milan, et se fait remarquer par le baron de Dietrich, richissime industriel alsacien, qui est enthousiasmé.
En 1901, le décès de l'un des frères Gulinelli met un terme à la coopération entre Ettore Bugatti et la famille Gulinelli.

### Association avec De Dietrich
En 1902 la société alsacienne De Dietrich à la recherche de nouveaux talents le recrute comme associé pour concevoir des voitures aux côtés de Amédée Bollée et d'Émile Mathis pour la commercialisation. La responsabilité technique pour la construction de la production automobile est confiée à Ettore Bugatti. N’ayant pas atteint l’âge de la majorité, c’est son père Carlo Bugatti qui signera, le 2 juillet 1902, le contrat d’embauche. La société Dietrich Bugatti s'installe à Reichshoffen à 50 km au nord de Strasbourg en Alsace. Il reprend la nomenclature à la mode en Italie (Tipo 1,2,etc.) améliore sa Bugatti Type 2 puis conçoit et produit les Dietrich Bugatti Type 3, Type 4, Type 5, Type 6 et Type 7 vendues à environ 100 exemplaires. Dans un reportage sur la famille De Dietrich, il est fait état d'une dispute entre De Dietrich et Ettore Bugatti. De Dietrich lui aurait dit que les voitures que produisait Bugatti n'avaient pas de bons freins, ce à quoi Bugatti aurait répondu « Mes voitures sont faites pour avancer ».
En 1904, De Dietrich abandonne l'industrie automobile. Ettore Bugatti s'associe alors à Émile Mathis pour poursuivre l'aventure avec la marque d'automobile populaire de grande série Mathis à Graffenstaden, à 10 km au sud de Strasbourg. Fabriquées par la SACM à Illkirch-Graffenstaden et baptisées « Hermès », elles ressemblent à des De Dietrich-Bugatti.

### Séparation

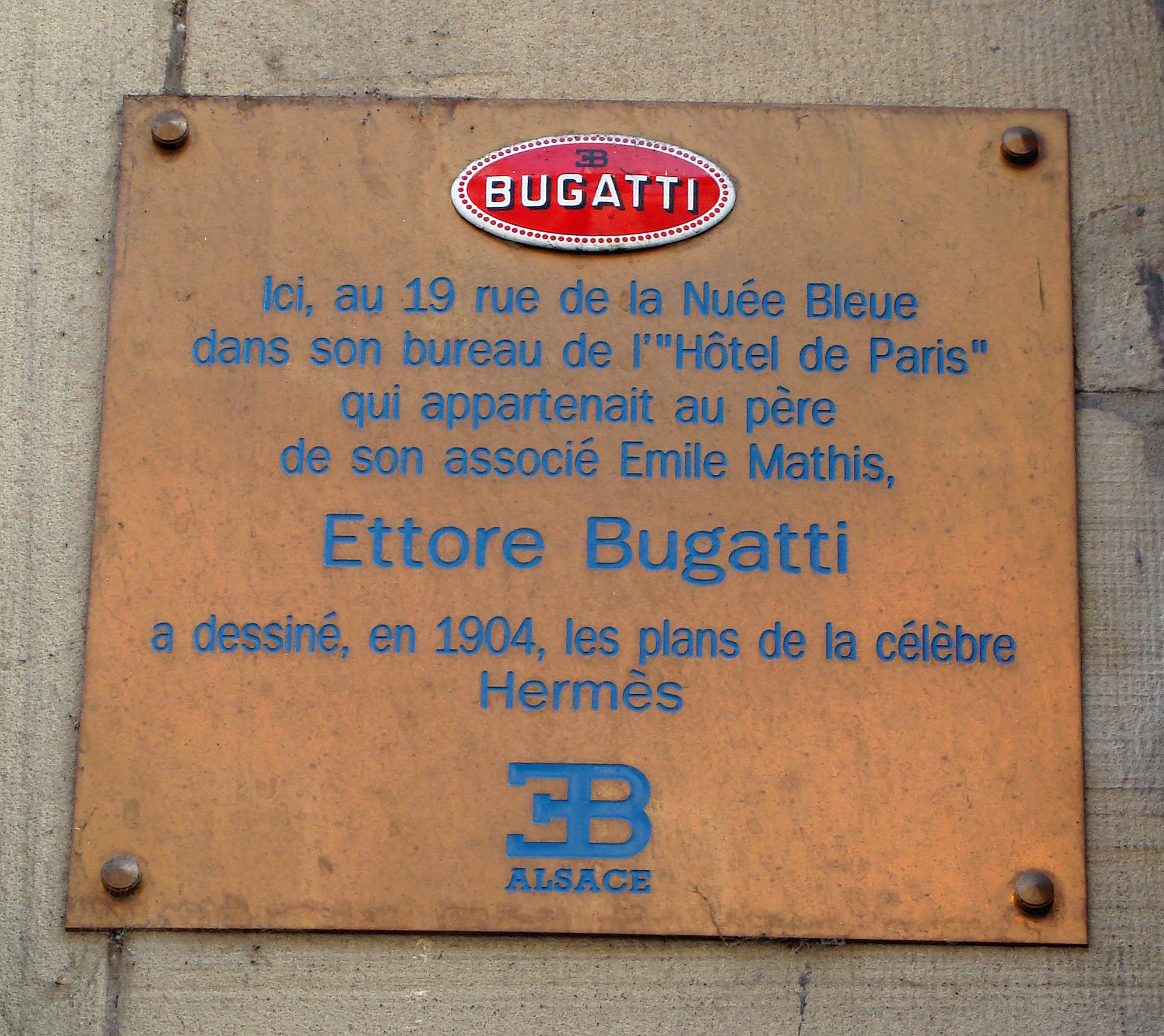
Ettore Bugatti & Émile Mathis (1904), plaque rue de la Nuée-Bleue à Strasbourg.

En 1906, il se sépare de son associé Émile Mathis pour se consacrer aux voitures de sport et de prestige. Le 1er septembre, il s'associe un temps avec le constructeur automobile Deutz à Cologne en Allemagne avec qui il conçoit les Bugatti Type 8 et Type 9 sans succès commercial. Il poursuit ses recherches personnelles qui aboutissent en 1908 à la sortie du premier « pur-sang », la Type 10, appelée familièrement « la baignoire » en raison de sa forme, et aussi « le homard » par la famille Bugatti en raison de sa couleur rouge orangée. La Type 10 est créée dans le sous-sol de sa maison à Cologne-Mülheim. Destinée à la compétition automobile et munie d'un moteur d'1,2 litre de cylindrée développant 12 ch, c'est un véhicule très léger qu’il produira plus tard sous son propre nom.

## Automobiles Bugatti

### Fondation de Bugatti

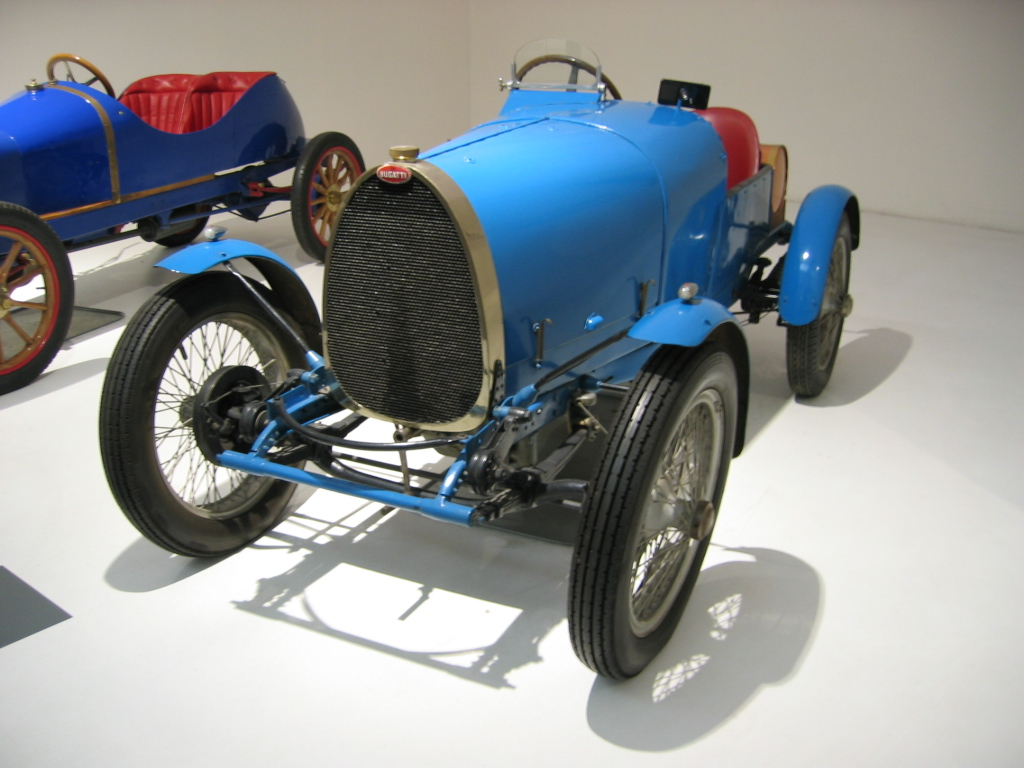
Bugatti Type 13 de 1910

Ettore Bugatti est un Italien de passion comme le sont à la même époque ses compatriotes Cesare Isotta, Pietro Diatto, Matteo Ceirano... fondateurs respectifs d’Isotta-Fraschini, Diatto et Itala, concurrents directs de Bugatti dans le luxe sportif ; mais celui-ci est en outre un inventeur mécanique d’instinct, plus que de formation, animé par une incessante quête du beau, qui donne naissance à de nombreux chefs-d’œuvre. Inventif et visionnaire de génie, avant-gardiste au goût de grand luxe artistique, il dessine des plans qui constituent les bases pour ses ingénieurs qu'il choisit parmi les meilleurs et les plus talentueux. Il dépose avec son fils plus de 1 000 brevets, ce qui représente en fait près de 475 inventions différentes. La devise de sa vie sera « Rien n’est trop beau, rien n’est trop cher ».
Le 15 janvier 1909 naît son premier fils Gianoberto, dit Jean. En décembre, Ettore fonde sa propre marque, Bugatti, à Molsheim-Dorlisheim en Alsace, alors en territoire allemand, à 20 km à l'ouest de Strasbourg. Il s’y installe dans une somptueuse villa et en fait le siège social de sa marque EB BUGATTI.
En 1910, Bugatti remporte un vif succès au Salon de l'automobile de Paris grâce à des caractéristiques techniques avancées, une haute qualité de finition, un haut niveau d'esthétique, de design et de prix. Il poursuit et enchaîne les modèles de course et de luxe avec la Bugatti Type 13 de 1 327 cm3, quatre cylindres et 95 km/h, qui remporte plus de quarante courses en quatre ans, malgré sa faible cylindrée, grâce à son poids plume et sa tenue de route exceptionnelle. Il en vendra cinq exemplaires.
En 1911, alors qu'il a vendu soixante-quinze Bugatti en Europe, il s'associe avec Peugeot et conçoit la Peugeot Bébé dont 3 095 exemplaires sont vendus. De 1914 à 1918, pendant la Première Guerre mondiale, Ettore Bugatti quitte l'Alsace pour s'exiler à Milan puis rentre à Paris, en France, pour qui il conçoit des moteurs d'avion de 16 cylindres en deux rangées de huit. L'aviation américaine acquiert la licence de ce moteur exceptionnel pour en fabriquer 5 000. Elle en fabrique finalement cinquante en raison de la fin du conflit. À l’issue de la guerre, il retourne à Molsheim, redevenue française, et ouvre une fabrique sur l’ancien site.
En 1924, il présente en août sa fameuse Bugatti Type 35 au Grand Prix automobile de France à Lyon. Une voiture aux performances d'avant-garde dotée d'un compresseur pilotée par des pilotes d’usine et privés qui remportent avec ses variantes plus de 2 000 victoires en compétition (record inégalé à ce jour) et qui lui apporte la gloire et la prospérité. Parallèlement, les modèles routiers bénéficient des enseignements de la compétition et adoptent l'arbre à cames en tête et trois soupapes par cylindres.

### Association avec son fils Jean

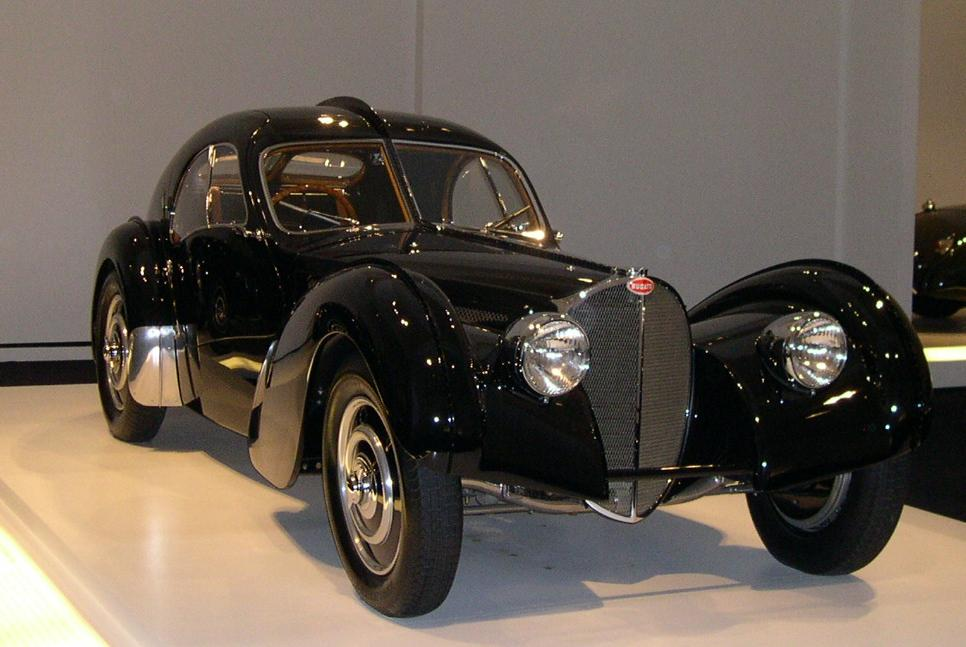
Bugatti Type 57SC Atlantic de 1938

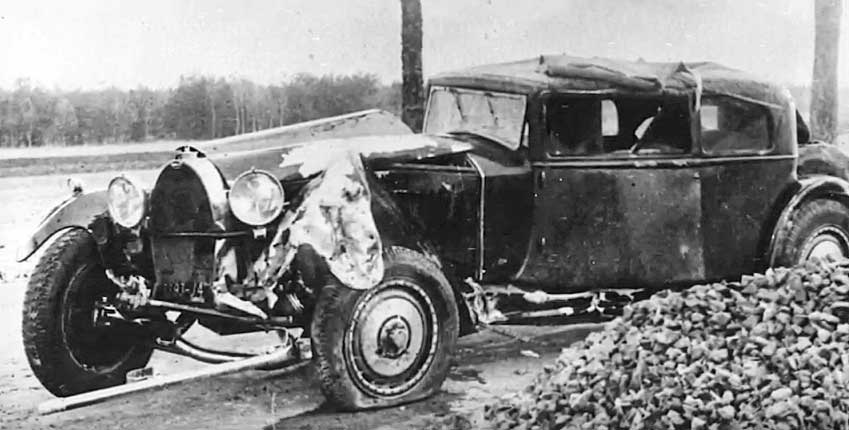
Bugatti Royale personnelle d'Ettore, accidentée en 1931.

Jean Bugatti travaille très tôt au côté de son père dans le bureau d'étude de l'usine qu'il est destiné à pérenniser. Il se révèle rapidement doté au moins du même génie d'artiste designer que son père en dessinant les carrosseries les plus élégantes qui aient jamais habillé un châssis Bugatti. Il fait preuve également de génie en mécanique et contribue à l'innovation des voitures produites par son père qu'il stimule.
En 1926, Ettore et Jean conçoivent les Bugatti Type 37 et Bugatti Type 40 ainsi que l'extraordinaire Bugatti Type 41, la « Royale ». Construite pour l'élite des monarques et chefs d'état de la planète, son moteur développe 300 chevaux pour une cylindrée de 12 763 cm3 et est proposée à un prix de 500 000 Francs. C'est un échec commercial cuisant, aucun monarque ne l'achète ; la démesure ainsi que quelques problèmes de mise au point font que ce fut un échec. Sur les six exemplaires fabriqués, trois seulement seront vendus et les trois autres sont conservés à l'usine, dont le coupé Napoléon personnel d'Ettore. Ettore commence alors à se détacher de Bugatti et confie de plus en plus de responsabilité à son fils Jean.
En 1927, Ettore et Jean conçoivent les Bugatti Type 43 (8 cylindres, vitesse hallucinante pour l'époque de 170 km/h), les Bugatti Type 44 avec plus de 1 000 exemplaires vendus, et Bugatti Type 45 en 1929, 16 cylindres, 48 soupapes, double compresseurs dessinés par Jean. De 1929 à 1936 sort la série Bugatti Type 46 ou « Petite Royale », dernier modèle conçu par lui-même, équipée de 8 cylindres de 5,3 litres, vendue à 500 exemplaires. Les suivantes sont toutes conçues par Jean Bugatti, toujours plus belles et plus fiables : Bugatti Type 49, Bugatti Type 50 avec compresseur, double carburateur, deux soupapes par cylindre en V. Puis Bugatti Type 55 toujours équipés de 8 cylindres avec un double arbre à cames en tête.
En 1931, dans ces années noires consécutives à la crise de 1929, Ettore Bugatti sauve son usine de la faillite en fabriquant 80 autorails, très lucratifs, à base de moteurs de Bugatti Royale Type 41 de 12,7 litres couplés par quatre pour une vitesse record de 192 km/h en 1934. Il tente de concevoir également un avion De Monge-Bugatti qui ne vola jamais à cause de la Seconde Guerre mondiale.
La même année, il est victime d'une sortie de route à bord de son prototype de Bugatti Royale après s'être endormi au volant. Gênant pour l'image de la marque, l'incident est rapidement étouffé et le modèle (la Coupé du Patron) est reconstruit. Le modèle accidenté disparaîtra durant de nombreuses années jusqu'à sa reconstruction, à partir du châssis d'origine, en 2016.
En 1934, les Bugatti Type 57, parmi les voitures les plus luxueuses des années 1930, sont produites à 700 exemplaires avec différentes variantes : berline Galibier, coupé Atalante, coach Ventoux, cabriolet Stelvio, offrant de 140 à 200 chevaux avec compresseur pour une vitesse de 210 km/h. Les Bugatti Type 51 sont produites pour la compétition, évolutions des célèbres Bugatti Type 35 en plus puissantes grâce au double arbre à cames en tête qui permet au moteur d'atteindre 180 chevaux.
Bugatti remporte deux fois les 24 Heures du Mans avec les derniers pilotes français d’usine Jean-Pierre Wimille associé avec :
- Robert Benoist au volant d'une Bugatti Type 51 en 1937 ;
- Pierre Veyron au volant d'une Bugatti Type 57G en 1939.

### La fin de Bugatti
Pilote d’essai à l’occasion, Jean Bugatti se tue le 11 août 1939, à l'âge de 30 ans, au cours d'essais sur une Bugatti Type 57C à Duppigheim, à 10 km à l'est de l'usine. C'est une catastrophe pour la marque, car Ettore Bugatti ne se remettra jamais de ce drame.
De 1939 à 1945, durant la Seconde Guerre mondiale, l'usine « est confisquée par les Allemands, pour ensuite disparaître ». En 1945, Ettore Bugatti se bat pour récupérer son usine de Molsheim, saisie par l'administration française à la Libération. Il obtient gain de cause et tente de redémarrer l'activité malgré les dettes et le manque de moyens. Les études des Bugatti Type 73 et Type 68 n'aboutissent malheureusement pas et l'entreprise vivote.
Le 21 août 1947, à l'âge de 65 ans, Ettore Bugatti meurt d'épuisement, à la suite d'une congestion cérébrale, à l'hôpital américain de Neuilly-sur-Seine. En 37 ans, il a déposé un millier de brevets et fabriqué près de 7 500 voitures de grand luxe ou de course, toutes entrées dans la légende et devenues des objets cultes de riches collectionneurs. Bugatti est détenteur d'un palmarès sportif exceptionnel avec plus de 10 000 victoires et 37 records. Il est inhumé au cimetière du Père-Lachaise (97e division) avant d'être transporté à Dorlisheim le 5 mai 1955.
Le décès d'Ettore Bugatti, la Seconde Guerre mondiale, les difficultés économiques de l'après-guerre ont entraîné la disparition de la marque entrée dans la légende, à l'instar de nombreuses marques pionnières de l'automobile d’avant-guerre.

## Vie familiale

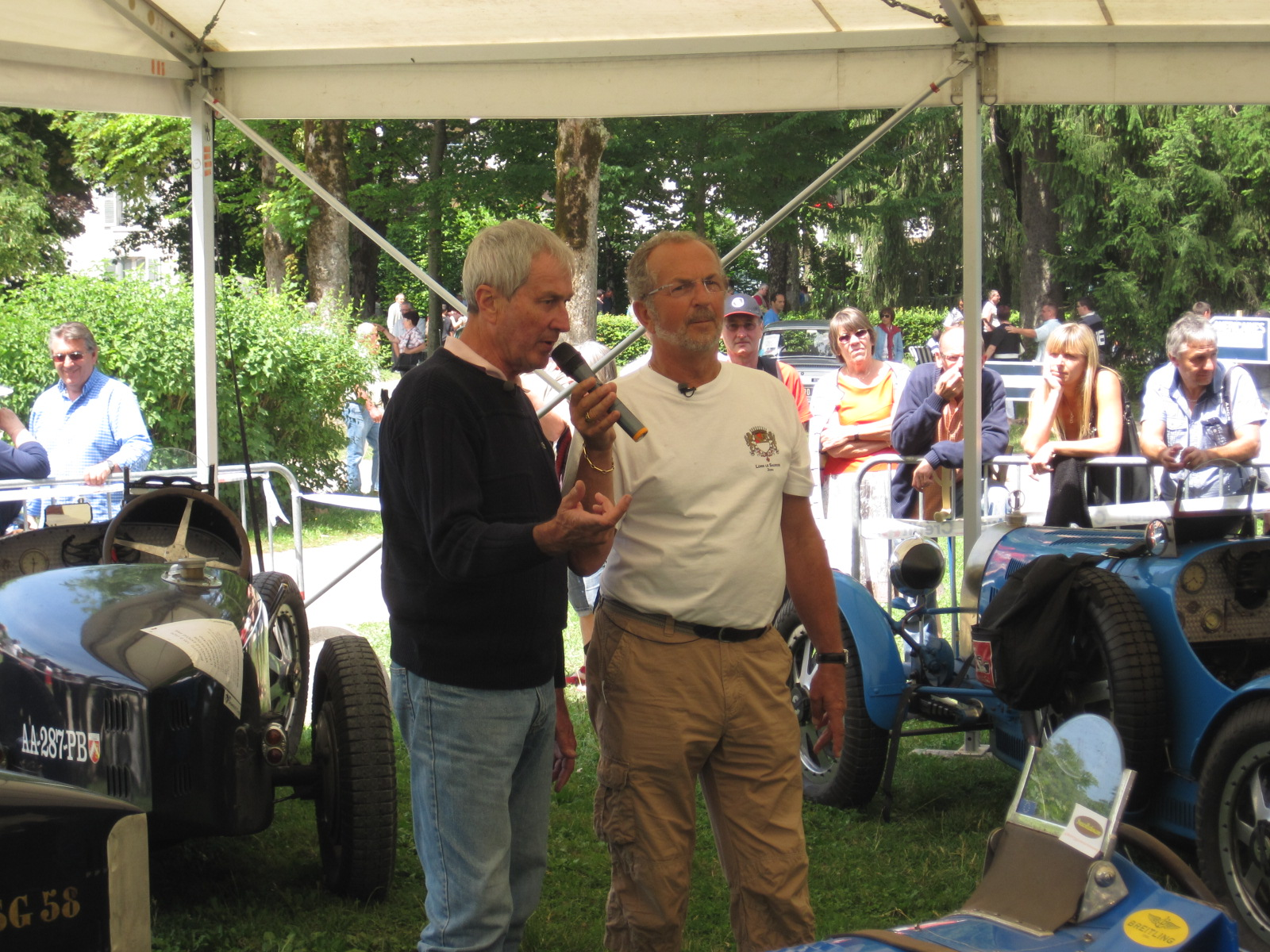
Michel Bugatti (à gauche, fils d'Ettore) au Salon Retro Mobile 2011 de Lons-le-Saunier.

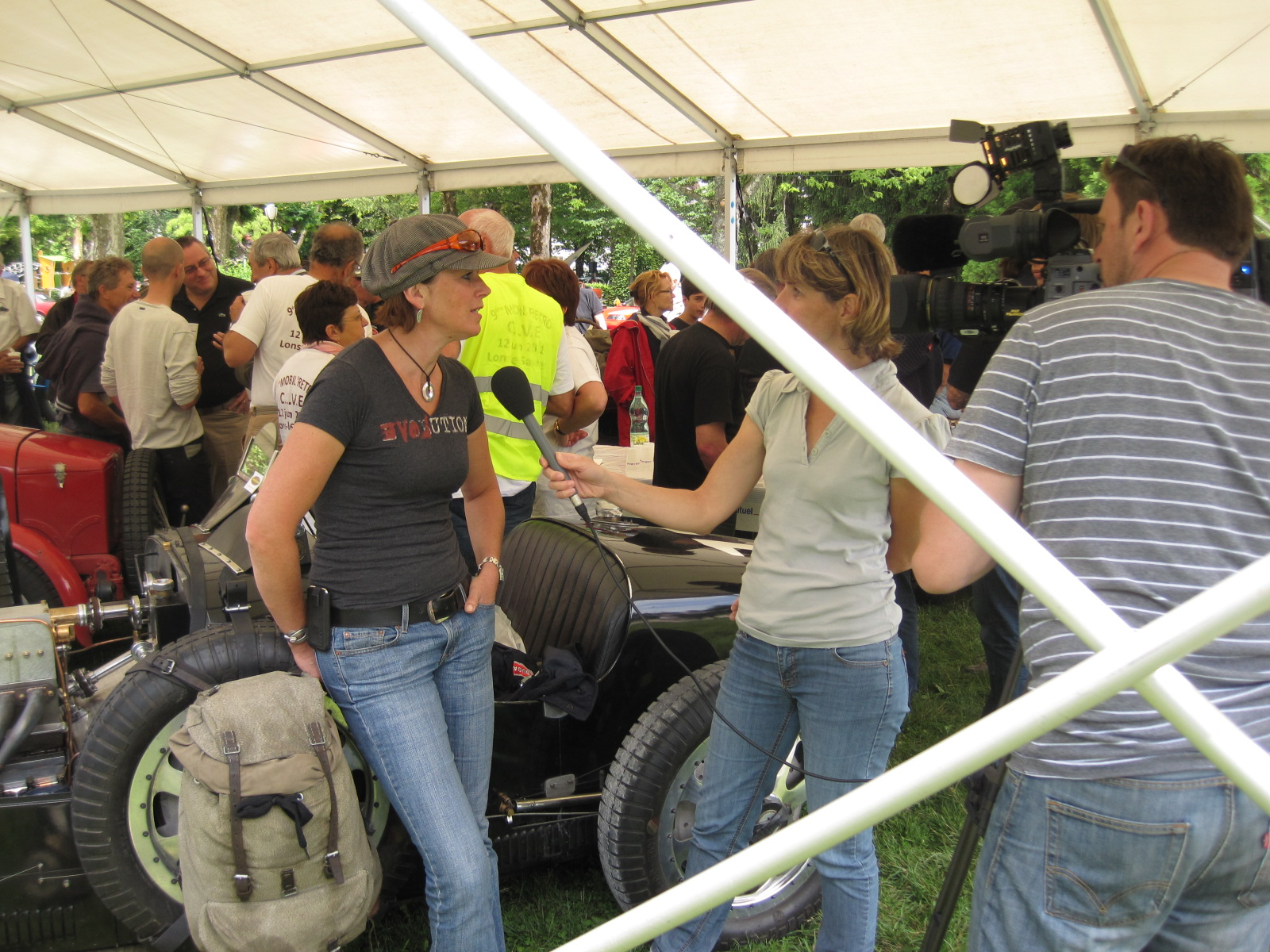
Caroline Bugatti (fille de Michel Bugatti, petite fille d'Ettore) au Salon Retro Mobile 2011 de Lons-le-Saunier.

En 1907, Ettore Bugatti épouse Barbara Maria Giuseppina Mascherpa Bolzoni, avec laquelle il aura quatre enfants, deux filles, L'Ébé en 1903 et Lidia en 1907 et deux fils, Jean en 1909 et Roland en 1922. Tous les quatre mourront sans descendance. Après la mort de sa première femme en 1944, Ettore épouse en secondes noces Geneviève Marguerite Delcuze en 1946. Elle lui donnera une fille, Thérèse, née en 1942 et un fils, Michel, né en 1945. Elle se remariera avec René Bolloré, et décédera en 2014 à 93 ans.
De 1932 jusqu'à sa mort en 1947, Ettore détiendra le domaine du Château d'Ermenonville dans l'Oise.

## Devises et citations
- « Rien n’est trop beau, rien n’est trop cher[14]. »
- « Ce qui a déjà été inventé appartient au passé, seules les innovations sont dignes d'intérêt[15]. »
- « Le dessin n'est rien sans la perfection dans l'exécution[16]. »
- « Si c’est comparable, ce n’est plus Bugatti[17]. »

## Distinction
- Légion d'honneur en 1934, des mains de Raoul Dautry, directeur général de l'administration des chemins de fer de l'État.

## Hommage
- En 1965, un circuit fermé est construit au Mans. Il est baptisé : circuit Bugatti. Environ 1 km de son tracé est commun avec le tracé du circuit des 24 Heures du Mans : du virage du Raccordement au virage de la Chapelle.
- La promotion 2007 de L'INSA de Strasbourg porte son nom.
- Lycée Bugatti à Illzach (68).
- École maternelle Ettore Bugatti à Dorlisheim.
- Collège Bugatti à Molsheim (67).